# Tools for Self Reliance
A Tools for Self Reliance é uma organização não governamental de desenvolvimento internacional no Reino Unido que recicla e repara ferramentas e máquinas de costura e fornece-as a parceiros em África em conjunto com programas de treino.[carece de fontes?]
A Tools for Self Reliance tem uma rede de voluntários no Reino Unido que reparam ferramentas doadas e preparam kits adequados para uso por comerciantes e pequenas empresas em África. Os principais países beneficiários são Tanzânia, Uganda, Gana, Zâmbia, Serra Leoa e Malawi.[carece de fontes?]
A Tools for Self Reliance foi fundada em 1980 e está sediada em Netley Marsh, Hampshire, e é uma instituição de caridade registada. Entre os seus patronos está o Arcebispo Desmond Tutu.[carece de fontes?]
A Tools for Self Reliance foi membro da campanha antipobreza Make Poverty History em 2005. A CEO da Tools for Self Reliance é Sarah Ingleby.[carece de fontes?]

## História inicial
Os valores originais por detrás do estabelecimento da Tools for Self Reliance foram delineados num livro, Questioning Development de Glyn Roberts. Ele argumentava que as organizações de envio de voluntários do Norte deveriam analisar o "subdesenvolvimento" em termos de poder e deveriam agir em solidariedade com os trabalhadores manuais do Terceiro Mundo. Em novembro de 1978, Roberts e outros voluntários que retornaram juntaram-se a estudantes em Portsmouth em coletas de ferramentas indesejadas de casa em casa. Em junho de 1979, uma primeira remessa de 1.400 ferramentas reparadas foi enviada (com frete pago pela Divisão da Juventude da UNESCO) para a SIDO, a Organização para o Desenvolvimento de Pequenas Indústrias na Tanzânia. A Tanzânia foi selecionada devido à sua filosofia e políticas de desenvolvimento, delineadas principalmente na Declaração de Arusha (1967) pelo Presidente Julius Nyerere.[carece de fontes?]
A ideia das ferramentas descolou muito rapidamente, com grupos de coleta e reparação formando-se em Inglaterra, no País de Gales e na Escócia, e logo um influxo de ferramentas ameaçou sobrecarregar a pequena administração de voluntários sediada em Gosport. Grande parte de 1979 e 1980 foi gasta a tentar formar uma estrutura organizacional eficiente e democrática para a ONG, e também buscando instalações grandes o suficiente para lidar com o armazenamento, reparação e envio de ferramentas. Em 1980, a Tools for Self Reliance foi registada como uma empresa sem fins lucrativos e, um ano depois, com o apoio de Peter Gardner e da comunidade Minstead Lodge, levantou um empréstimo para comprar uma propriedade em ruínas em Netley Marsh, perto de Southampton. Ganhou o estatuto de instituição de caridade em 1982.[carece de fontes?]
Durante grande parte da década de 1980, a Tools for Self Reliance lutou para sobreviver, com 60 a 70 grupos de voluntários em todo o país investindo milhares de horas em trabalho prático e administrativo. Escolas, universidades, rotarianos e igrejas apoiaram-nos com coletas de ferramentas, transporte e dinheiro. Os fundos sempre foram limitados, embora a situação tenha melhorado ocasionalmente graças ao apelo bem-sucedido da BBC Week's Good Cause pelo bispo Trevor Huddleston (1983) e ao apoio da Quaker e de outras fundações.[carece de fontes?]
No final da década de 1980 e início da década de 1990, a maioria desses problemas havia diminuído e a organização estava a fornecer cerca de 40 a 50 mil ferramentas por ano para sete países em África e na América Central. A Tools for Self Reliance construiu parcerias de longo prazo com organizações indígenas que, por sua vez, ofereciam treino e apoio a jovens e desempregados, a grupos de mulheres, a pessoas com deficiência e refugiados. Outra área importante foi a promoção da produção e da reparação de ferramentas (de ferreiro) nas aldeias e, por meio dos seus parceiros no exterior, a Tools for Self Reliance patrocinou competições, conferências e exposições de fabrico de ferramentas ao nível distrital, nacional e internacional.[carece de fontes?]
A Tools for Self Reliance sempre teve como objetivo ser mais do que um veículo de assistência técnica, insistindo que simplesmente fornecer ferramentas e treino não resolverá a pobreza mundial, que tem raízes mais profundas na distribuição injusta de poder entre e dentro das nações. Em meados da década de 1990, organizações semelhantes foram formadas na Europa, Austrália e Japão, e a Tools for Self Reliance estava a levar a sua mensagem a conferências internacionais, como a Conferência das Nações Unidas sobre Meio Ambiente e Desenvolvimento (Genebra, 1990) e a Cúpula Mundial para o Desenvolvimento Social em Copenhague (1995).[carece de fontes?]